# 13 Dywizja Piechoty (Carstwo Bułgarii)
13 Dywizja Piechoty (bułg. Тринадесета пехотна дивизия) – bułgarski związek taktyczny  okresu  Trzeciego Carstwa z 1913.

## Formowanie i działania
30 maja 1913 został podpisany traktat pokojowy między Imperium Osmańskim a państwami bałkańskimi kończący I wojnę bałkańską. Nie zlikwidował on jednak napięcia na Bałkanach. Wśród niedawnych sojuszników z całą ostrością ujawniły się sprzeczności w kwestii podziału wyzwolonych terytoriów. Nie widząc innego sposobu jego rozwiązania, Bułgaria zdecydowała się zaatakować swoich dotychczasowych aliantów, a dowództwo Armii Polowej przystąpiło do organizacji nowych jednostek. W czerwcu zmobilizowano sześć roczników z terenów wyzwolonych, powołano pospolite ruszenie oraz wcielono do szeregów mężczyzn posiadających zwolnienie z odbywania służby wojskowej. Dzięki temu sformowano między innymi 13 Dywizję Piechoty.
Sformowana w 1913 początkowo jako 2 Dywizja Rezerwowa, wkrótce jednak przemianowana na 13 DP. Po zakończeniu II wojny bałkańskiej w 1913 rozformowana.